# Xir Ali Cã (Cocande)
Xir Ali Cã (ou Shir Ali Khan ou Shere Ali Khan; em usbeque: Sheralixon) foi cã do Canato de Cocande entre 1842 e 1845. Sucedeu a Madali Cã (r. 1822–1842) e foi sucedido por Murade Begue Cã (r. 1845). Foi pai de Maomé Cudaiar Cã (r. 1845–1875) e primo dos cãs anteriores Umar Cã e Alim Cã (r. 1801–1810).
Ascendeu ao poder com o apoio dos quipechaques, na sequência duma revolta ocorrida três meses após o Canato de Cocande ter sido invadido pelo Emirado de Bucara. Apesar de ser descrito como alguém de temperamento calmo, cordato e pouco violento para os padrões dos monarcas da Ásia Central seus contemporâneos, o seu reinado foi impopular e marcado por numerosas revoltas. Foi executado pelo seu primo Murade Begue, que tomou Cocande com a ajuda do emir de Bucara.

## Contexto da ascensão ao poder
Pouco antes de tomar o poder, Xir Ali viveu em Quiva, cujo cã, Alaculi Cã (r. 1825–1842), era seu genro, pois casou com uma das filhas de Xir Ali.
Pelo menos desde a segunda metade do século XVIII que a rivalidade entre o Canato de Cocande e o Emirado de Bucara se traduziu frequentemente em conflitos armados, conspirações e traições. Em 1840, Madali Cã, que antes tinha sido um guerreiro destemido e vigoroso, tinha-se tornado um líder fraco, libertino e impopular, o que levou a que fosse organizada uma conspiração contra ele, liderada por altos dirigentes do canato. Estes decidiram derrubar Madali e colocar no seu lugar um dos sobrinhos do cã Narbuta Bei (Narbuteh; r. 1764–1801), Xer Ali ou Murade Begue. Este último tinha vivido muitos anos com os quipechaques.
Os conspiradores pediram o apoio do emir de Bucara Nasrulá ibne Haidar Tora (r. 1827–1860), que depois de os ignorar uma primeira vez, em abril de 1842 enviou um exército de 18 000 que acampou perto de Cocande. Madali Cã propôs um acordo que que incluía o reconhecimento da suserania de Nasrulá sobre Cocande, mas quando foi chamado à presença de Nasrulá pôs-se em fuga para Namangã. Segundo outras fontes, eventualmente mais precisas por serem preferidas por alguns historiadores mais recentes, ao perceber quanto impopular era, no ano anterior à invasão de Bucara Madali Cã entregou o poder ao seu irmão Sultan Mamude, mas a situação política não melhorou.
A convite dos nobres da cidade, Nasrulá entrou em Cocande com pompa, mas mandou saquear a cidade e ordenou que Madali fosse capturado. Entretanto, este tinha sido abandonado pela escolta, pelo que resolveu entregar-se pedindo clemência, mas assim que chegou a Cocande foi preso juntamente com a família. Madali acabaria por ser executado pouco depois, juntamente com a sua mãe Nodira, o irmão e o filho mais velho Maomé Amim, em frente à assembleia que Nasrulá tinha convocado para o julgar. O harém de Madali foi levado para Bucara, o mesmo acontecendo com 250 dos principais líderes de Cocande e as suas famílias, que foram presos e ficaram como reféns.
Após ter nomeado Ibraim Datkha (ou Ibrahim-Dadhoh), antigo governador de Samarcanda, para governar o canato conquistado em seu nome, apoiado por uma guarnição de 600 soldados de Bucara, Nasrulá deixou Cocande. Apenas três meses depois, estalou uma revolta e os insurretos pediram ajuda aos quipechaques. Quando estes chegaram à vizinhanças de Cocande, os habitantes atacaram a guarnição de Bucara, que foi praticamente dizimada, e Ibraim Datkha escapou por um triz e fugiu. Xir Ali foi rapidamente proclamado cã de Cocande.

## Reinado
A perda de Cocande provocou a ira de Nasrulá, que mandou executar Ibraim Datkha e reuniu um exército de 20 000 homens com o qual marchou para Cocande juntamente com os 250 reféns de Cocande. A capital do canato foi cercada durante vários dias. Entretanto, um dos reféns, um quipechaque chamado Mussulmã Cul (Mussulman Kul ou Musulmonqul), alcunhado Chulak ("Aleijado"), que tinha ganho grande influência junto de Nasrulá, convenceu este a deixá-lo ir a Cocande com o pretexto de que conseguiria obter o controlo da cidade. Chulak tinha comandado uma companhia de cem soldados quando servia Madali, pelo que era conhecido entre os soldados do cã. Quando entrou na cidade foi recebido entusiasticamente.
Os sitiados construíram grandes muralhas de madeira e barro e fizeram alguns ataques com sucesso contra os sitiantes. Chulak escreveu a alguns nobres de Bucara onde mencionava que eles lhe tinham prometido matar o seu emir, com a intenção de que a carta chegasse ao conhecimento de Nasrulá, que na mesma altura soube que o cã de Quiva tinha invadido o território do seu emirado. Abalado com tudo isso, o emir libertou os reféns, levantou o cerco e retirou-se com as suas tropas.
Segundo Eugene Schuyler, Xir Ali era uma pessoa simples e bem intencionada e um governante moderado e clemente, mas também considerado fraco ao ponto de ter sido alcunhado Pustiak ("tapete" ou "trapo"). Um dos seus poucos atos sanguinários dirigidos aos seus familiares, típicos dos governantes da Ásia Central, foi ter mandado executar Maomé Bei (Muhammed bi), um descendente de Narbuta Bei, cujos irmãos foram expatriados. No entanto, o seu reinado foi marcado por exigências severas à população, nomeadamente impostos elevados, o que provocou muitos distúrbios e insurreições. Um dos primeiros atos do seu reinado foi desenterrar o corpo de Madali Cã para lhe fazer um funeral com grandes cerimónias conduzido por todo o clero.
Devido ao facto da sua atuação ter sido determinante na ascensão ao poder de Xir Ali, os quipechaques reclamavam ser recompensados e o controlo dos principais departamentos do estado, removendo os sartes da sua antiga supremacia. O seu líder, Iúçufe Minguebaxi (Yusuf Mingbashi) foi colocado à frente do governo local da cidade de Cocande e Mussulmã Cul (que noutras fontes aparece com o nome de Mingbashi Musulmonqul) ficou com o governo de Andijã.
A rivalidade e inveja entre os quipechaques e os sartes continuou. Estes últimos eram liderados por Xadi, um favorito do cã, que arranjou forma de mandar matar Iúçufe Minguebaxi e ordenou que os seus seguidores fossem executados. Mussulmã Cul foi chamado a Cocande, que afirmou estar contente com a morte de Iúçufe, que disse ser seu inimigo, mas que tinha constituído um exército considerável no qual inclui muitos dos apoiantes de Iúçufe que tinham sido proscritos. Quando Xadi soube disso, enviou assassinos para Andijã para matarem Mussulmã Cul, mas este capturou-os e enforcou-os. A partir daí instalou-se a guerra civil aberta.
Num combate ocorrido em Tux, os sartes foram derrotados, Xadi foi morto e Xir Ali Cã foi capturado. No entanto, como era complicado arranjar alguém de linhagem real para ficar no trono, Mussulmã Cul recolocou Xir Ali como cã e ocupou os cargos, ficando ele com o poder de facto e com os cargos oficiais anteriormente ocupados por Iúçufe e Xadi.
Como seria de esperar, Mussulmã Cul favoreceu o seu próprio povo, os quipechaques, o que mais uma vez aumentou o descontentamento dos sartes. Dois líderes destes, Rante Ulá e Maomé Carim (Mehmed Kerim), foram a Xacrisabez convidar Murade Begue, filho de Alim Cã e primo de Xir Ali, que ocupasse o trono de Cocande. Com o apoio do emir de Bucara Nasrulá, Murade marchou para Cocande em 1845, quando Mussulmã Cul estava em Osh com um exército para esmagar uma revolta ou, segundo outras fontes, a cobrar impostos aos quirguizes. A capital do canato foi tomada sem grandes dificuldades e Xir Ali foi mandado executar por Murade, que se proclamou vice-rei do emir de Bucara.
Ao regressar de Osh, muito pouco tempo depois Mussulmã Cul foi a Namangã oferecer a sua filha em casamento ao filho de Xir Ali, Maomé Cudaiar, que foi com ele para Cocande, onde prendeu Murade e proclamou Cudaiar, então ainda menor de idade, como cã, ficando como regente. Alguns historiadores modernos afirmam que que Murade foi morto por Mussulmã Cul, mas Howorth refere que também havia relatos dele ter fugido para Xacrisabez.